# Ellerau
Ellerau – gmina w Niemczech w kraju związkowym Szlezwik-Holsztyn, w powiecie Segeberg.

## Współpraca międzynarodowa
- Højer, Dania